# IX Весов
IX Весов (лат. IX Librae), HD 139908 — одиночная переменная звезда в созвездии Весов на расстоянии приблизительно 2160 световых лет (около 662 парсеков) от Солнца. Видимая звёздная величина звезды — от +8,65m до +8,54m.

## Характеристики
IX Весов — красный гигант, пульсирующая медленная неправильная переменная звезда (LB:) спектрального класса M1III.